# ونک (سرده)
ونک، گل آهو، علف آهو (نام علمی: Dictamnus albus) نام یک گونه از تیره سدابیان است.

## نگارخانه

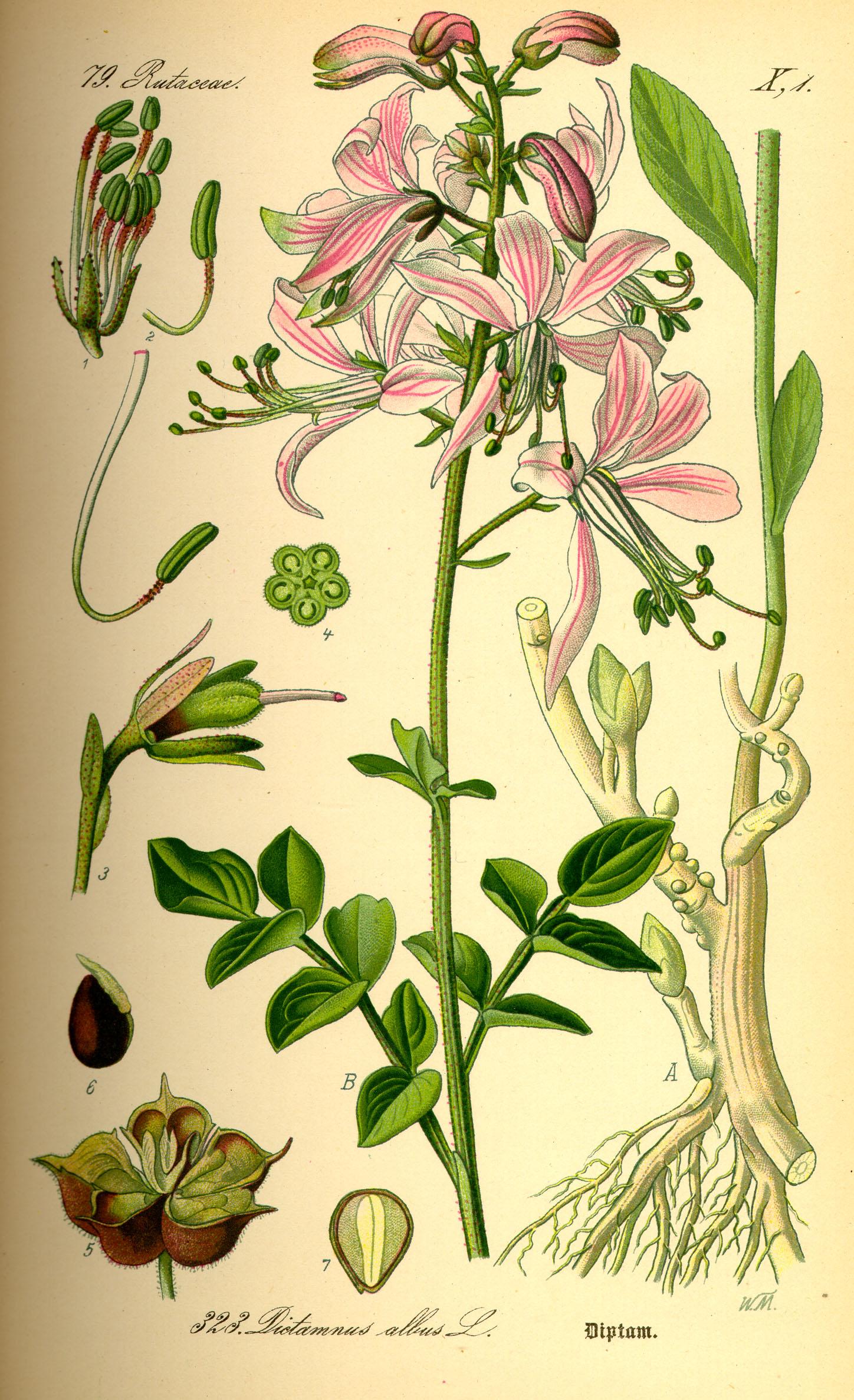
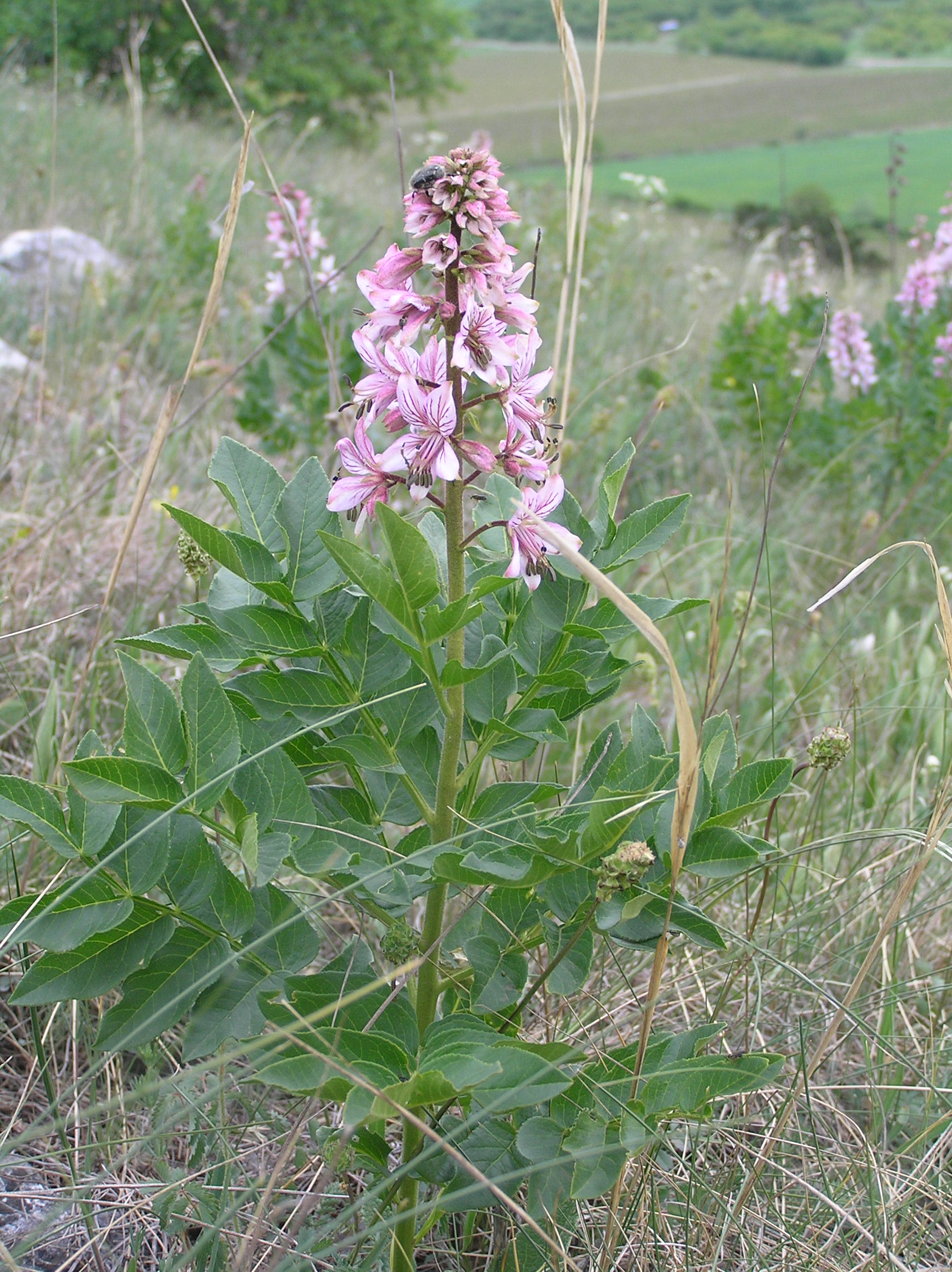
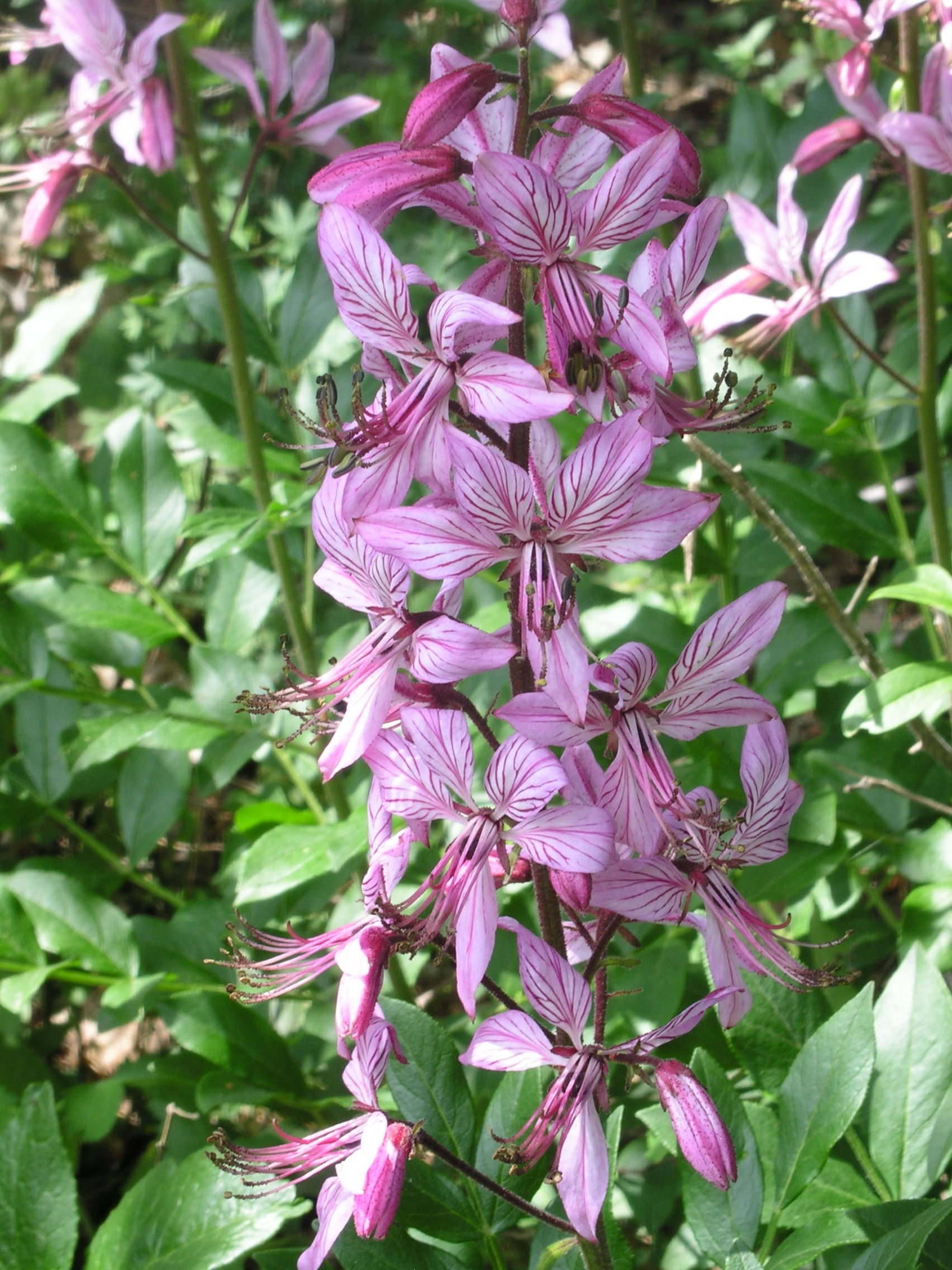
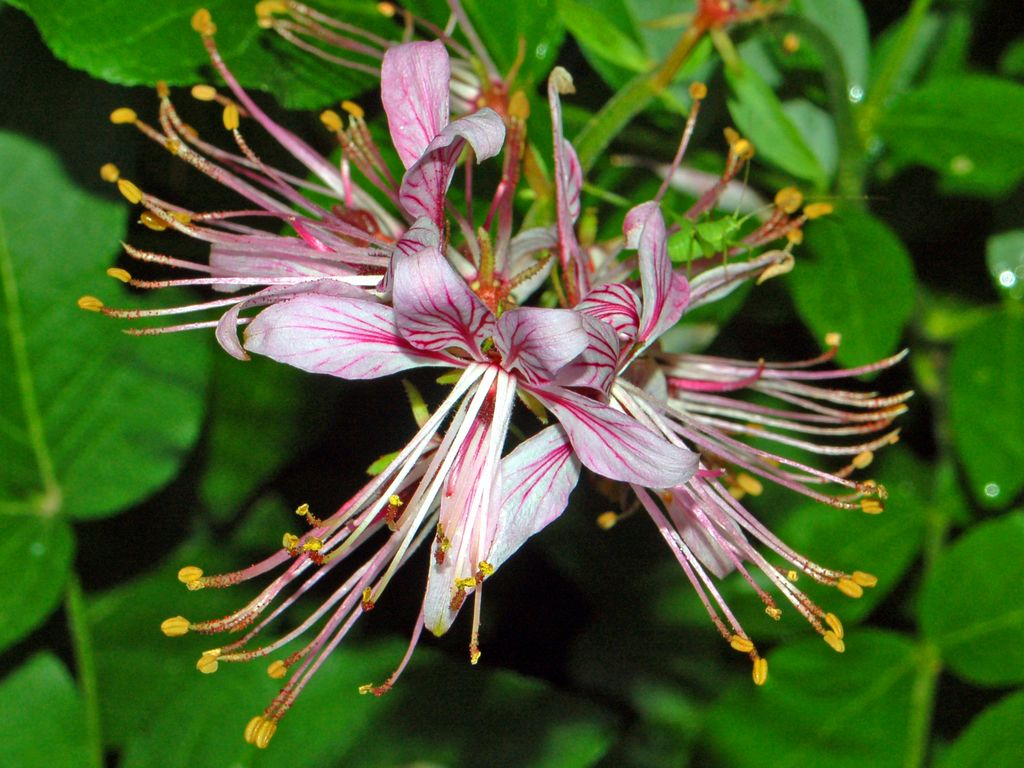
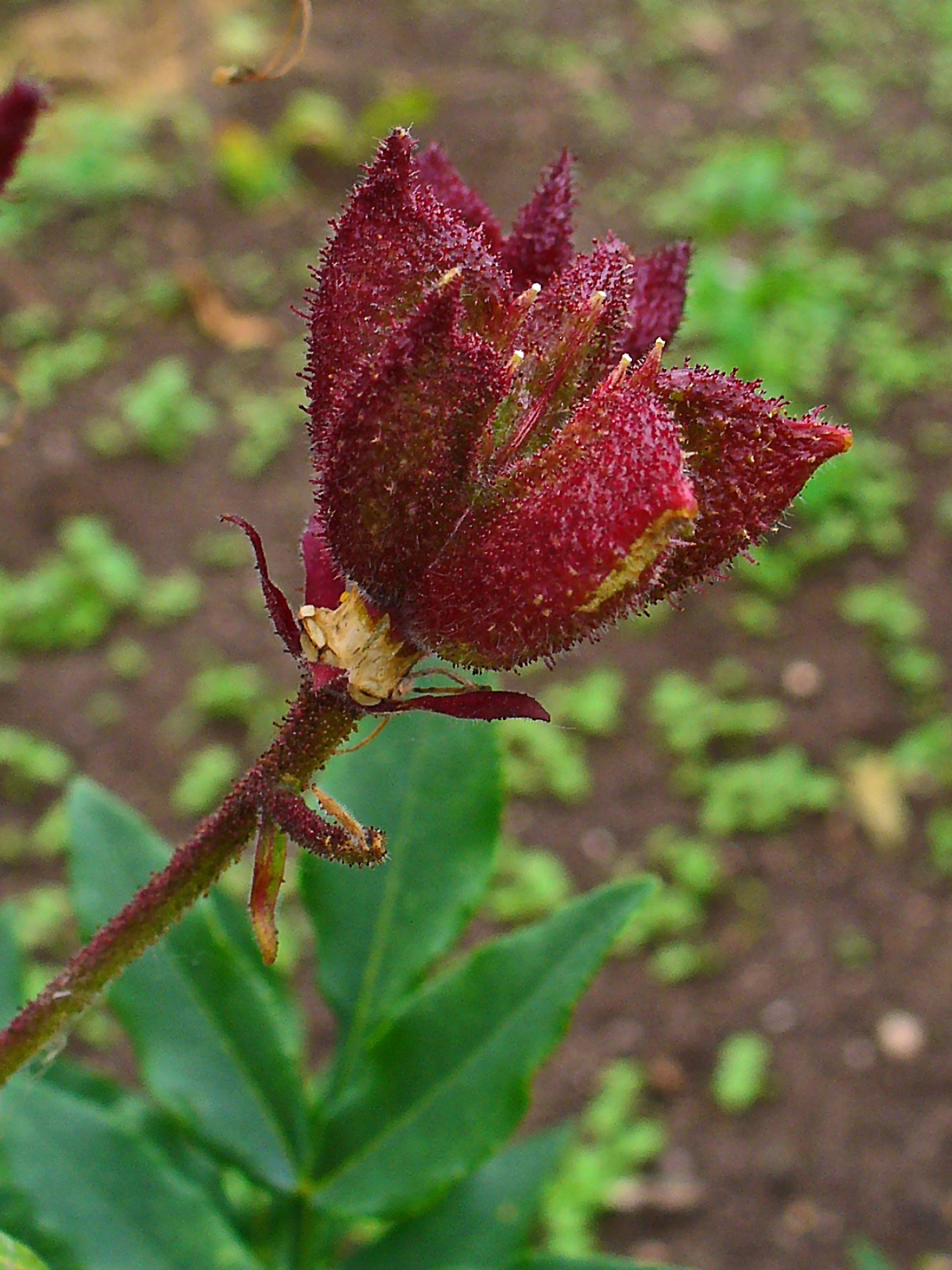
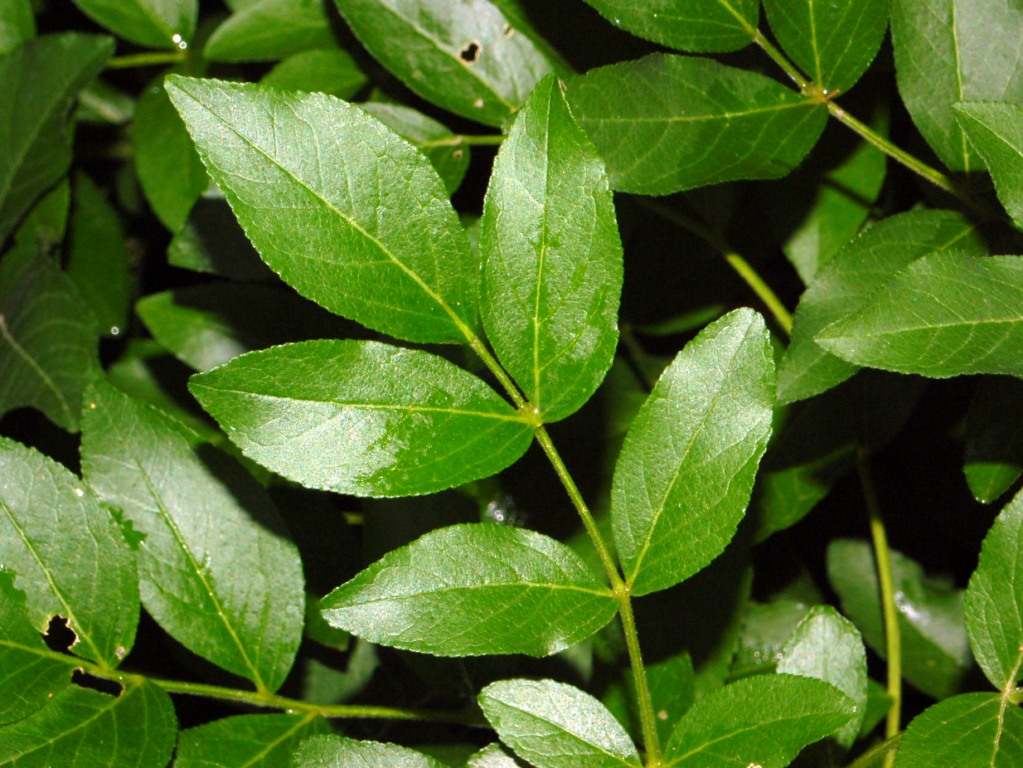